# Petit trochanter
Le petit trochanter est une saillie osseuse conique de l'extrémité supérieure du fémur.

## Description
Le petit trochanter se situe au niveau de la jonction entre le col fémoral et la face interne du corps du fémur.
Le sommet et la face antérieure du petit trochanter sont rugueux, tandis que sa face postérieure est lisse.
De son sommet s'étendent trois lignes bien marquées :
- la ligne inter-trochantérique,
- la crête inter-trochantérique,
- une ligne qui rejoint la division médiale (ligne pectinéale) de la ligne âpre.

Le sommet du petit trochanter donne insertion au tendon du muscle grand psoas et au muscle iliaque. Le petit trochanter représente l'attache principale du muscle ilio-psoas.

## Aspect clinique
Le petit trochanter peut être impliqué dans une fracture par avulsion.

## Anatomie comparée
La position du petit trochanter près de la tête du fémur est l'une des caractéristiques déterminantes du clade des Prozostrodontia, qui est le clade des cynodontes comprenant les mammifères et leurs plus proches parents non mammifères.
Tous les mammifères vivants ont un petit trochanter, dont la taille, la forme et la position sont propres à leur espèce.